# HARKing
 (mars 2021).
Le HARKing est l'acronyme de Hypothesizing After the Results are Known (Formuler les hypothèses après avoir pris connaissance des résultats). Il a été inventé par le psychologue social Norbert Kerr qui fait référence à la pratique de recherche discutable consistant à émettre des hypothèses après que les résultats soient connus. Kerr a défini le HARKing comme le fait de « présenter une hypothèse post hoc dans l'introduction d'un rapport de recherche comme s'il s'agissait d'une hypothèse a priori ». Le HARKing peut également se produire lorsqu'un chercheur teste une hypothèse a priori, mais omet ensuite cette hypothèse de son rapport de recherche après avoir découvert les résultats de son test.